# تجاوز جنسی در پاکستان

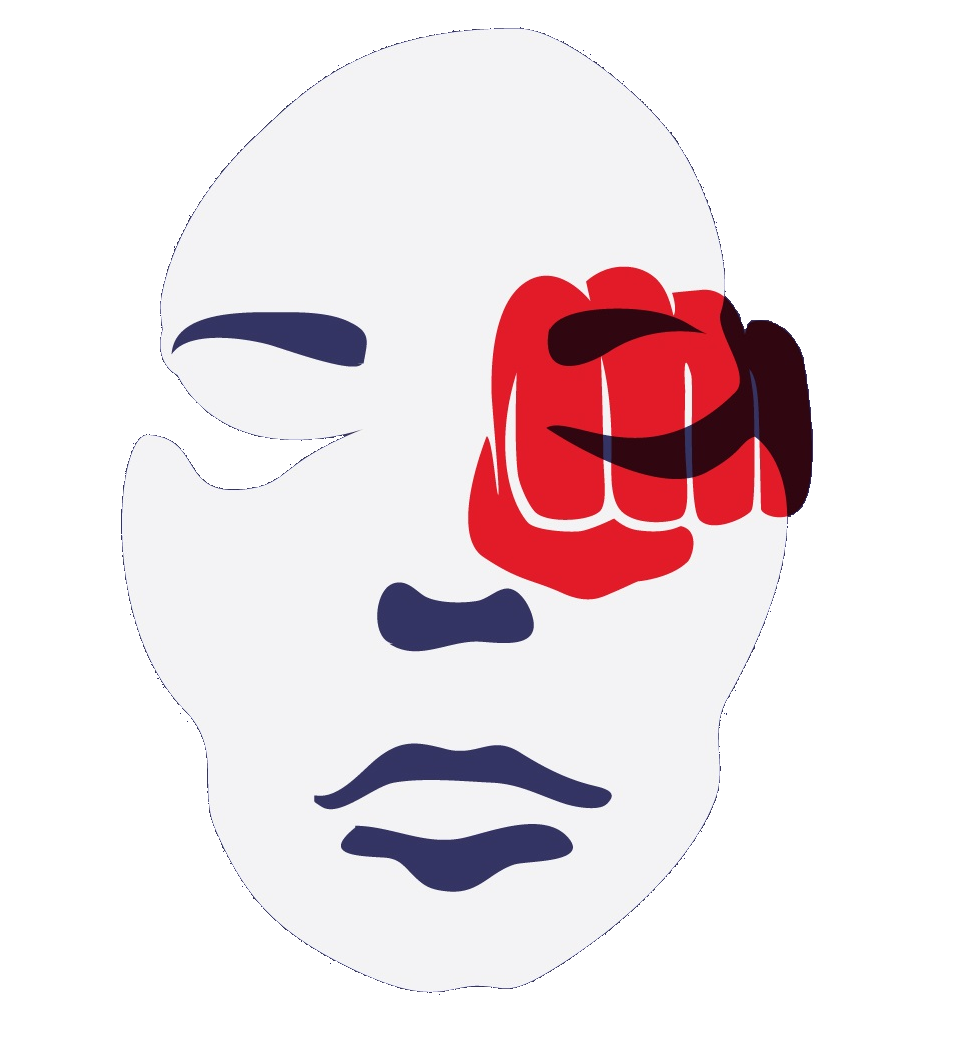
تجاوز جنسی

تجاوز جنسی در پاکستان شامل انواع تجاوز جنسی در کشور پاکستان می‌شود. مجازات تجاوز جنسی در پاکستان طبق قوانین پاکستان اعدام یا حبس بین ده تا بیست و پنج سال تعیین شده‌است. برای موارد مربوط به تجاوز گروهی، مجازات نیز اعدام یا حبس ابد است. آزمایش DNA و سایر شواهد علمی در پیگرد قضایی موارد تجاوز جنسی در پاکستان استفاده می‌شود.
تجاوز جنسی در پاکستان پس از تجاوز سیاسی به مختاران بی‌بی مورد توجه بین‌المللی قرار گرفت. مختاران بی‌بی یا مختاران مایی زنی روستایی اهل پاکستان است که در سال ۲۰۰۲ مورد تجاوز دسته‌جمعی قرار گرفت. گروه جنگ علیه تجاوز جنسی (WAR) شدت تجاوز جنسی در پاکستان و بی‌تفاوتی پلیس نسبت به آن را مستند کرده‌است. به گفته شهلا حائری، استاد مطالعات زنان، تجاوز جنسی در پاکستان اغلب نهادینه شده و تأیید ضمنی و گاه صریح دولت را به همراه دارد.
به گفته عاصمه جهانگیر، حقوق‌دان و کنشگر حقوق بشر پاکستانی که یکی از بنیانگذاران گروه حقوق زنان «فورم اقدام زنان» بود، تا ۷۲ درصد از زنان در بازداشت در پاکستان مورد آزار جسمی یا جنسی قرار می‌گیرند. بر اساس گزارش گروه WAR، بیش از ۸۲ درصد از متجاوزان، اعضای خانواده از جمله پدر، برادر، پدربزرگ و عموی قربانیان هستند.
در کشور پاکستان، روزانه دست کم۱۱ مورد تجاوز جنسی گزارش می‌شود. در سال‌های ۲۰۱۵ تا ۲۰۲۰ بیش از ۲۲۰۰۰ گزارش ثبت شده‌است. با این حال، در پایان آن دوره در سال ۲۰۲۰، تنها ۴۰۰۰ مورد از این پرونده‌ها به دادگاه ارجاع داده شده بودند.
منتقدان می‌گویند که میزان محکومیت در این کشور بسیار کم است زیرا رسیدگی به پرونده‌های تجاوز جنسی در پاکستان سال‌ها طول می‌کشد. فساد گسترده در دستگاه قضایی و نفوذ سیاسی نیز می‌تواند به متجاوز کمک کند تا از مجازات شدن فرار کند.
در سال ۲۰۱۹، دولت پاکستان بیش از ۱۰۰۰ دادگاه ویژه تجاوز جنسی را در سراسر کشور تأسیس کرد. این دادگاه‌های ویژه تنها بر رسیدگی به مسائل مربوط به خشونت علیه زنان در پاکستان تمرکز خواهند کرد. بسیاری از سازمان‌های حقوق بشری از تأسیس دادگاه‌های ویژه استقبال کردند.

## انواع
گروه جنگ علیه تجاوز جنسی (WAR) شدت مشکل تجاوز جنسی در پاکستان و بی‌توجهی پلیس به آن را مستند کرده‌است. WAR یک سازمان غیردولتی است که مأموریت آن آگاهی جامعه جهانی و مردم پاکستان از مشکل تجاوز جنسی در پاکستان است. در گزارشی که در سال ۱۹۹۲ منتشر شد، از ۶۰ مورد گزارش شده تجاوز جنسی، ۲۰ درصد مربوط به افسران پلیس بود. در سال ۲۰۰۸، این گروه ادعا کرد که چندین نفر از اعضای آن توسط یک گروه مذهبی مورد حمله قرار گرفتند، زیرا آنها سعی داشتند به زنی که مورد تجاوز گروهی قرار گرفته بود کمک کنند تا مهاجمان خود را شناسایی کند.
بر اساس مطالعه ای که توسط دیده‌بان حقوق بشر انجام شده‌است، تجاوز جنسی هر دو ساعت یک بار، تجاوز گروهی در هر ساعت و ۷۰ تا ۹۰ درصد زنان از نوعی خشونت خانگی رنج می‌برند.
به گفته شهلا حائری، استاد مطالعات زنان، تجاوز جنسی در پاکستان اغلب نهادینه شده و مورد تأیید ضمنی و گاه صریح دولت است. بر اساس مطالعه ای که توسط دیده‌بان حقوق بشر انجام شده‌است، هر دو ساعت یک بار یک تجاوز جنسی و هر ۸ ساعت یک تجاوز گروهی گزارش می‌شود. عاصمه جهانگیر، وکیل و یکی از بنیانگذاران گروه حقوق زنان، مجمع اقدام زنان، در مطالعه ای در سال ۱۹۸۸ بر روی زنان بازداشتی در پنجاب گزارش داد که حدود ۷۲ درصد از آنها بیان کردند  که در حین بازداشت مورد آزار جنسی قرار گرفته‌اند.

### تجاوز جنسی توسط اعضای خانواده
بر اساس گزارش WAR، بیش از ۸۲ درصد از متجاوزان، اعضای خانواده از جمله پدر، برادر، پدربزرگ و عموی قربانیان هستند. این جنایات زمانی آشکار می‌شود که دختران باردار می‌شوند و برای سقط جنین به متخصص زنان مراجعه می‌کنند. مادران هم به پلیس مراجعه نمی‌کنند. بر اساس گزارش سازمان توسعه اجتماعی پایدار سازمان غیردولتی، تجاوزها و تجاوزات جنسی گزارش شده در طول قرنطینه کووید-۱۹ به میزان ۴۰۰ درصد در سه‌ماهه افزایش یافت، زیرا محدودیت‌های کووید، کودکان را مجبور به ماندن در خانه می‌کرد و به بستگان اجازه می‌داد بیشتر از آنها سوء استفاده کنند.

### تجاوز زناشویی
در پاکستان، تقریباً ۲۰ تا ۳۰ درصد از زنان در طول زندگی خود با نوعی آزار خانگی مواجه می‌شوند. تجاوز زناشویی یک شکل رایج از همسر آزاری است زیرا طبق قوانین جرم محسوب نمی‌شود.  بسیاری از مردان و زنان در پاکستان با این عقیده بزرگ شده‌اند که سکس حق مرد در ازدواج است.  به زنان این مفهوم القا می‌شوند که هدف آنها در جامعه برآوردن خواسته‌های مرد و همچنین بچه دار شدن است. 
موضوع جنسی در پاکستان یک موضوع تابو است، بنابراین زنان اغلب از گزارش تجارب خود در مورد تجاوز خودداری می‌کنند.  آزار زناشویی به‌طور کلی یک موضوع خانوادگی و خصوصی در پاکستان تلقی می‌شود که دلیل دیگری برای پرهیز زنان از گزارش دادن به دلیل ترس از قضاوت اجتماعی است.  رابطه زناشویی غیر توافقی می‌تواند منجر به مشکلات مربوط به سلامت باروری، رابطه جنسی ناایمن و همچنین حاملگی ناخواسته شود.  مطالعات نشان می‌دهد که تجاوز زناشویی در طول دوران بارداری ادامه دارد. 
مطالعات نشان می‌دهد که تجاوز زناشویی معمولاً در پاکستان به دلیل تمایل شوهر برای داشتن فرزندان بیشتر و به‌ویژه پسردار شدن اتفاق می‌افتد.  حتی در موارد حاملگی غیر توافقی ناشی از تجاوز جنسی، پاداش در افزایش وضعیت می‌تواند به اندازه‌ای باشد که زنان تصمیم بگیرند نوزاد را نگه دارند، اما زنانی که قبلاً پسر به دنیا آورده‌اند اغلب به دنبال سقط جنین و در برخی موارد عقیم‌سازی هستند. مردان گاهی وازکتومی می‌کنند، اما عقیم شدن در زنان بسیار رایج‌تر است. گاهی بعد از عمل، خواسته‌های شوهر برای رابطه جنسی افزایش می‌یابد. 